# Wioślarstwo na Igrzyskach Ameryki Południowej 2018
Wioślarstwo na Igrzyskach Ameryki Południowej 2018 odbywało się w dniach 27–29 maja 2018 roku na sztucznym zbiorniku Represa La Angostura - Cabaña Chillijchi w pobliżu gospodarza zawodów, boliwijskiego miasta Cochabamba. Rywalizacja odbywała się w czternastu konkurencjach.

## Podsumowanie

### Klasyfikacja medalowa
| Klasyfikacja medalowa | Klasyfikacja medalowa | Klasyfikacja medalowa | Klasyfikacja medalowa | Klasyfikacja medalowa | Klasyfikacja medalowa |
| --------------------- | --------------------- | --------------------- | --------------------- | --------------------- | --------------------- |
| Miejsce               | Reprezentacja         | Złoto                 | Srebro                | Brąz                  | Razem                 |
| 1                     | Chile                 | 8                     | 6                     | 0                     | 14                    |
| 2                     | Argentyna             | 6                     | 8                     | 0                     | 14                    |
| 3                     | Brazylia              | 0                     | 0                     | 7                     | 7                     |
| 4                     | Kolumbia              | 0                     | 0                     | 4                     | 4                     |
| 5                     | Peru                  | 0                     | 0                     | 1                     | 1                     |
| =                     | Paragwaj              | 0                     | 0                     | 1                     | 1                     |
| =                     | Wenezuela             | 0                     | 0                     | 1                     | 1                     |

### Medaliści
| Konkurencja                       | 1. miejsce | 2. miejsce | 3. miejsce |           |
| Mężczyźni                         | Mężczyźni | Mężczyźni | Mężczyźni | Mężczyźni |
| --------------------------------- | --- | --- | --- | --------- |
| Jedynka                           | Brian Rosso | Bernardo Guerrero | Arturo Rivarola |           |
| Dwójka bez sternika               | Argentyna · Francisco Esteras · Rodrigo Murillo                                                                                                | Chile · Cristopher Kalleg · Selim Echeverría | Brazylia · Ailson da Silva · Evaldo Morais |           |
| Dwójka podwójna                   | Argentyna · Agustín Díaz · Cristian Rosso | Chile · Alfredo Abraham · Francisco Lapostol | Wenezuela · Ali José Leiva · Jackson Monasterio |           |
| Dwójka podwójna wagi lekkiej      | Chile · Eber Sanhueza · Felipe Cárdenas | Argentyna · Alejandro Colomino · Carlo Lauro | Brazylia · Emanuel Borges · Evaldo Morais |           |
| Czwórka bez sternika              | Chile · Felipe Leal · Nelson Martínez · Ignacio Abraham · Óscar Vásquez                                                                        | Argentyna · Axel Haack · Joaquín Iwan · Iván Carino · Nicolás Silvestro                                                                               | Urugwaj · Francisco Rodríguez · Marcos Sarraute · Jhonatan Esquivel · Martín González                                                                               |           |
| Czwórka podwójna                  | Argentyna · Agustín Díaz · Brian Rosso · Cristian Rosso · Ariel Suárez                                                                         | Chile · Bernardo Guerrero · César Abaroa · Eber Sanhueza · Felipe Cárdenas                                                                            | Urugwaj · Bruno Cetraro · Jhonatan Montes De Oca · Marcos Sarraute · Martín González Volkmann                                                                       |           |
| Czwórka bez sternika wagi lekkiej | Chile · César Abaroa · Felipe Inostroza · Felipe Oyarzún · Roberto Liewald                                                                     | Argentyna · Alejandro Colomino · Carlo Lauro · Ignacio Pezzente · Matías Boledi                                                                       | Urugwaj · Álvaro Silva · Bruno Cetraro · Mauricio López · Leandro Rodas                                                                                             |           |
| Ósemka                            | Argentyna · Axel Haack · Francisco Esteras · Iván Carino · Joaquín Iwan · Lautaro Barrios · Nicolás Silvestro · Ariel Suárez · Rodrigo Murillo | Chile · Alfredo Abraham · Cristopher Kalleg · Felipe Leal · Francisco Lapostol · Ignacio Abraham · Nelson Martínez · Óscar Vásquez · Selim Echeverría | Urugwaj · Álvaro Silva · Bruno Cetraro · Francisco Rodríguez · Jhonatan Montes De Oca · Leandro Rodas · Marcos Sarraute · Martín González Volkmann · Mauricio López |           |
| Kobiety                           | | | |           |
| Jedynka                           | Antonia Abraham | Karina Wilvers | Sabrina Díaz |           |
| Jedynka wagi lekkiej              | Melita Abraham | Martina Melgar | Sabrina Díaz |           |
| Dwójka bez sternika               | Chile · Antonia Abraham · Melita Abraham | Argentyna · Evelyn Silvestro · Melisa Antunez | Urugwaj · María Bonilla · Sabrina Díaz |           |
| Dwójka podwójna                   | Chile · Antonia Abraham · Melita Abraham | Argentyna · Milka Kraljev · Oriana Ruiz | Brazylia · Dayane Santos · Vanessa Cozzi |           |
| Dwójka podwójna wagi lekkiej      | Argentyna · Martina Melgar · Milka Kraljev | Chile · Josefa Vila · Yoselyn Cárcamo | Brazylia · Caroline Corado · Vanessa Cozzi |           |
| Czwórka podwójna                  | Chile · Antonia Abraham · Melita Abraham · Victoria Hostetter · Yoselyn Cárcamo                                                                | Argentyna · Karina Wilvers · Martina Melgar · Milka Kraljev · Oriana Ruiz                                                                             | Peru · Alessia Palacios · Alexandra Castro · Shantall Zegarra · Valeria Palacios                                                                                    |           |